# The Prom (Film)
The Prom (engl. für „Der Abschlussball“) ist eine Musical-Tragikomödie von Ryan Murphy, die auf dem gleichnamigen Broadway-Musical von Matthew Sklar und Chad Beguelin basiert. Der Film wurde am 11. Dezember 2020 in das Programm von Netflix aufgenommen.
Der Film erzählt die Geschichte der lesbischen Schülerin Emma, die vom Abschlussball ihrer Schule ausgeschlossen werden soll, weil sie mit ihrer Freundin erscheinen will. Als die Musicaldarsteller Dee Dee Allen, Barry Glickman, Angie Dickinson und Trent Oliver, die eine Möglichkeit sozialen Engagements suchen, um ihre stagnierenden Karrieren zu fördern, davon erfahren, reisen sie von New York in die Provinz, um Emma zu helfen. Während sie zunächst viel Trubel verursachen und reichlich deplatziert wirken, versuchen sie für Akzeptanz zu werben. Dabei hinterfragen sie auch immer mehr ihre eigene egozentrische Selbstverliebtheit und stellen sich ihren Ängsten und ihrer eigenen Vergangenheit. 

## Handlung
Die Musicaldarstellerin und zweifache Tony-Award-Gewinnerin Dee Dee Allen ist überzeugt, die allerbeste ihres Faches zu sein. Gemeinsam mit ihrem nicht minder selbstbewussten Kollegen Barry Glickman spielt sie in einem neuen Musical über die Präsidentengattin Eleanor Roosevelt. Doch das Musical floppt und die Presse zerreißt das abgehobene Duo. Ihre Karrieren scheinen beendet. Als sie alleine an einer Bar sitzen und ihr Schicksal bedauern, werden sie von Trent Oliver bedient, der auf seinen Durchbruch am Broadway wartet und die Zeit zwischen Engagements als Barkeeper überbrückt. Auch Angie Dickinson gesellt sich zu ihnen, die seit zwanzig Jahren im Musical Chicago spielt und ebenso lang versucht, eine der Hauptrollen des Musicals zu bekommen. Da die Presse Dee Dee und Barry unter anderem als „alternde Narzissten“ bezeichnet, überlegen sie, wie sie ihr Image aufpolieren können. Gemeinsam mit Angie und Trent kommt ihnen die Idee, der Welt zu beweisen, dass sie sich auch für das Schicksal anderer Menschen interessieren und sich für diese einsetzen. Dazu wollen sie ein Unrecht aus der Welt schaffen. 
Auf der Suche nach einer Gelegenheit, bei der sie ihr gemeinnütziges Engagement unter Beweis stellen können, stoßen sie im Internet auf Emma Nolan, eine lesbische Teenagerin, die im konservativen Indiana für Aufsehen sorgt, weil sie darauf besteht, mit ihrer Freundin zum großen Abschlussball ihrer High School zu gehen. Während sie von Mr. Hawkins, dem Direktor ihrer Schule, unterstützt wird, setzt die Elternsprecherin Mrs. Greene alles daran, dies zu verhindern. Auf ihr Betreiben wird der Ball sogar abgesagt, wodurch ihre Mitschüler wütend auf Emma sind. Erschwert wird die Situation dadurch, dass Emmas heimliche Freundin Alyssa die Tochter von Mrs. Greene ist, was jedoch zunächst niemand ahnt.
Die vier Musicaldarsteller halten Emmas Situation für die ideale Gelegenheit um sich einzubringen, zumal auch Barry und Trent schwul sind. Also begeben sie sich von New York in die Provinz nach Edgewater, um Emma zu helfen und damit auch ihr Image zu verbessern. Während sie sich zunächst nicht so recht an das einfache Leben ohne Glanz und Glamour gewöhnen können und sich mit ihrer extrovertierten Art deplatziert fühlen, gelingt es ihnen langsam, etwas zu bewirken. Und auch ihnen selbst scheint das Leben jenseits des Rampenlichts, der großen Bühnen und des Applauses gut zu tun und ihnen zu helfen, eigene seelische Narben heilen zu lassen. Doch ihr Einsatz ist auch von Rückschlägen geprägt und sie müssen fürchten, die Situation eher verschlimmert zu haben.

## Musiktitel
Die Musiktitel stammen aus der Bühnenvorlage und wurden von Matthew Sklar (Musik) und Chad Beguelin (Texte) geschrieben.
- Changing Lives
- Changing Lives (Reprise)
- Just Breathe
- It's Not About Me
- Dance with You
- The Acceptance Song
- You Happened
- We Look to You
- Tonight Belongs to You
- Tonight Belongs to You (Reprise)
- Zazz
- The Lady's Improving
- Alyssa Greene
- Love Thy Neighbor
- Barry Is Going to Prom
- Unruly Heart
- It's Time to Dance

Zusätzlich sind im Nachspann zwei Titel zu hören, die nicht aus der Bühnenvorlage stammen:
- Wear Your Crown (geschrieben von Matthew Sklar, Chad Beguelin, Adam Anders und Peer Åström)
- Simply Love (geschrieben von Anders, Beguelin und Sklar)

Der Soundtrack ist am 4. Dezember 2020 digital und am 18. Dezember 2020 auf Tonträgern beim Label Maisie Music erschienen.

## Produktion
Der Film basiert auf dem gleichnamigen Broadway-Musical von Matthew Sklar und Chad Beguelin nach einem Buch von Bob Martin und Beguelin aus dem Jahr 2016. Martin und Beguelin adaptierten das Musical auch für den Film. Regie führte Ryan Murphy.
Die dreifache Oscar-Preisträgerin Meryl Streep und der britische Film- und Theaterschauspieler und Sänger James Corden spielen Dee Dee Allen und Barry Glickman, Nicole Kidman und Andrew Rannells die Schauspielkollegen Angie Dickinson und Trent Oliver. Die Nachwuchsschauspielerin Jo Ellen Pellman übernahm die Rolle von Emma Nolan, Ariana DeBose spielt ihre Freundin Alyssa. Keegan-Michael Key übernahm die Rolle von Rektor Hawkins. Kevin Chamberlin spielt den PR-Berater Sheldon Saperstein.
Die Dreharbeiten begannen im Dezember 2019. Am 12. März 2020 wurde die Produktion aufgrund der Coronavirus-Pandemie unterbrochen und am 23. Juli wieder aufgenommen. Zu den Drehorten zählen unter anderem das Orpheum Theatre am South Broadway in der Downtown von Los Angeles. Als Kameramann fungierte Matthew Libatique.
Der Film verwendet die für das Musical komponierte Musik von Matthew Sklar und Chad Beguelin. Das aus dem Musical entnommene Lied Tonight Belongs to You wurde Ende Oktober 2020 von Sony Masterworks vorab veröffentlicht. Am 20. November 2020 folgte der Song Wear Your Crown. Das komplette Soundtrack-Album mit insgesamt 19 Musikstücken wurde am 4. Dezember 2020 von Sony Masterworks als Download veröffentlicht. Im gleichen Monat ist eine Veröffentlichung auf CD geplant.
Der Film wurde am 11. Dezember 2020 in das Programm von Netflix aufgenommen. Die virtuelle Weltpremiere erfolgte bereits am 29. November 2020.

## Rezeption

### Altersfreigabe
In den USA wurde der Film von der MPAA als PG-13 eingestuft. In Deutschland wurde der Film von der FSK ab 6 Jahren freigegeben.

### Kritiken

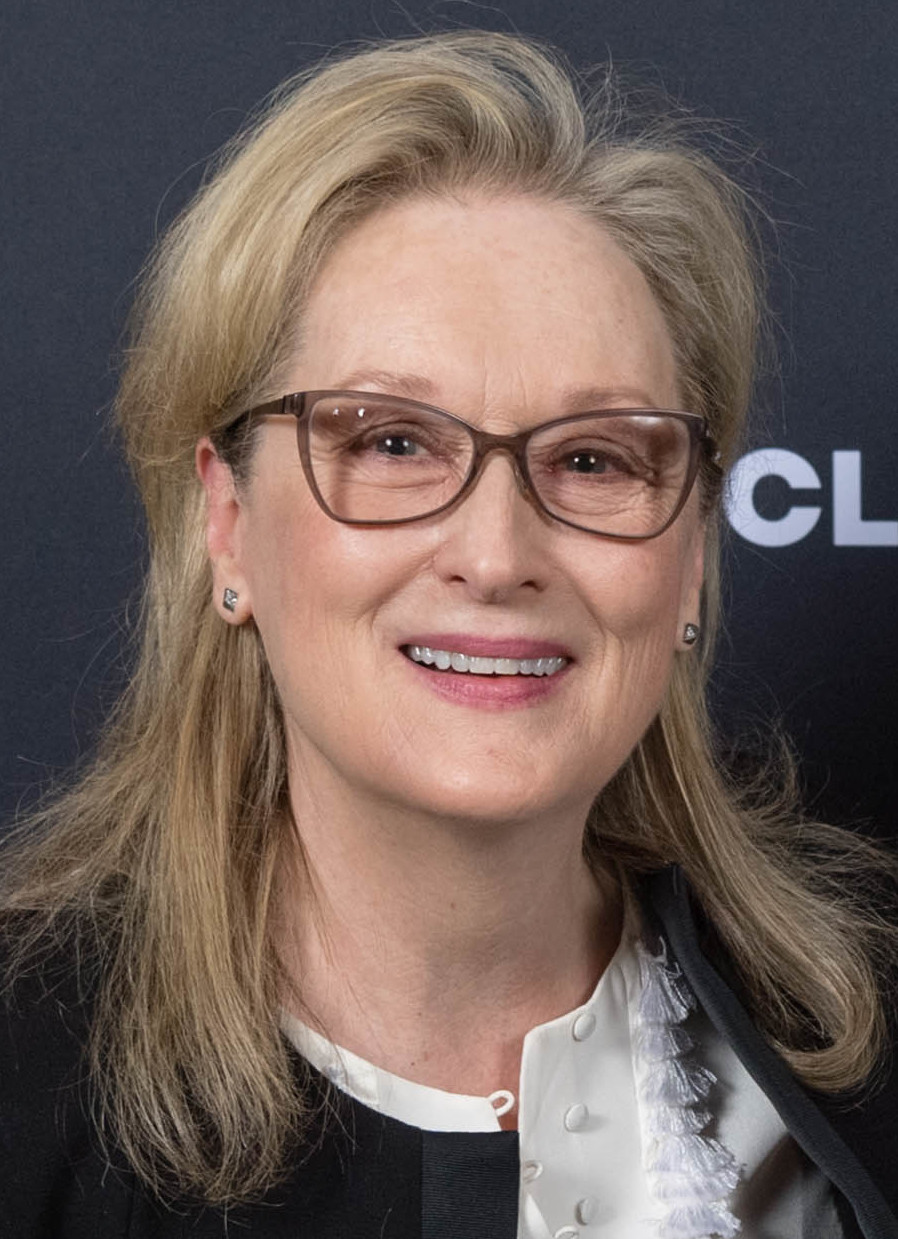
Meryl Streep spielt Dee Dee Allen

Der Film konnte 63 Prozent der Kritiker auf Rotten Tomatoes überzeugen und erhielt bei Metacritic einen Metascore von 56 von 100 möglichen Punkten.
Lars-Olav Beier von Spiegel Online meint, dass der Film nur dann richtig bissig sei, wenn er sich über „Eitelkeiten der Broadway-Stars lustig macht“ und kritisiert dabei die „überdrehte Fröhlichkeit“ des Films sowie die „karikaturenhafte Überzeichnung der Figuren“. Im Gesamtpaket bezeichnet Beier den Film als „Bunt, divers und schwer daneben“, der auch durch Meryl Streep in der Hauptrolle nicht gerettet werden könne.
Philipp Stadelmaier von der Süddeutschen Zeitung bedauert, das der Film „durchzogen von langweiligen Gesinnungsgräben, allerbesten Absichten, moralischen Verfehlungen und unoriginellen Musicalnummern“ ist. Dabei wirken die Figuren weniger aus Fleisch und Blut, sondern „als überzeichnete Karikaturen - perfekt choreografierte und doch leblose Avatare“. Schließlich urteilt Stadelmaier, dass „die existenziellen, realen, langwierigen Kämpfe queerer Personen [...] zu irrealen Musical-Phantasmen“ werden.
Marie-Luise Goldmann von Die Welt lobt: „Glitzernde Kleider, pinke Infrarotmasken, Nicole Kidmans Beine, chorischer Gesang im Einkaufszentrum, Cheerleader-Tänze, Burschenschafts-Chöre, flatternde Jazzhände, Meryl Streeps Lippenstift, das alles ist so Camp und genretypisch, dass es verwundert, dass wir so lange auf ein Musical mit explizit queerer Handlung warten mussten.“
Die Filmkritikerin Antje Wessels nennt The Prom den Gute-Laune-Film des Jahres und das Highlight unter den zahlreichen Netflix-Originalen 2020. Die Choreographien funktionierten einwandfrei, und vor allem die Tanznummern mit möglichst vielen Statisten sähen „verdammt gut aus“. Trotzdem bleibe die Geschichte klein und intim und der Cast bis zuletzt immer einen Hauch unperfekt und somit nahbar. Deren mit stolz geschwellter Brust hergetragene gute Laune sei ansteckend. Obwohl Meryl Streep, Nicole Kidman, James Corden und Andrew Rannells die Gesichter seien, mit denen The Prom beworben ist, sei es doch in erster Linie das Schicksal von Emma Nolan, das dem Publikum zu Herzen gehe, die von der Newcomerin Jo Ellen Pellman herausragend natürlich gespielt werde.

### Auszeichnungen
Art Directors Guild Awards 2021
- Nominierung in der Kategorie Contemporary Film (Jamie Walker McCall)[17]

Artios Awards 2021
- Nominierung in der Kategorie Big Budget – Komödie[18]

Costume Designers Guild Awards 2021
- Nominierung in der Kategorie „Contemporary Film“ (Lou Eyrich)[19]

Critics’ Choice Movie Awards 2021
- Nominierung als Beste Komödie[20]

GLAAD Media Awards 2021
- Nominierung in der Kategorie Outstanding Film – Wide Release[21]

Golden Globe Awards 2021
- Nominierung als Bester Film – Komödie oder Musical
- Nominierung als Bester Hauptdarsteller – Komödie oder Musical (James Corden)[22]

Golden Reel Awards 2021
- Nominierung für den Besten Tonschnitt in einem Musical[23]

Make-Up Artists and Hair Stylists Guild Awards 2021
- Nominierung für das Beste zeitgenössische Make-up (Eryn Krueger Mekash, J. Roy Helland, Kyra Panchenko & Donald McInnes)
- Nominierung für die Besten zeitgenössischen Frisuren (Chris Clark, Natalie Driscoll, Ka’Maura Eley & J. Roy Helland)[24]

Satellite Awards 2020
- Nominierung als Beste Hauptdarstellerin – Komödie oder Musical (Meryl Streep)
- Nominierung als Beste Nebendarstellerin (Nicole Kidman)
- Nominierung für den Besten Tonschnitt (Gary Megregian, David Giammarco, Mark Paterson & Steven A. Morrow)
- Nominierung für das Beste Szenenbild (Jamie Walker McCall & Gene Serdena)

Set Decorators of America Awards 2021
- Auszeichnung für das Beste Szenenbild in einer Komödie oder einem Musical (Gene Serdena & Jamie Walker McCall)[25]

Sunset Film Circle Awards 2020
- Nominierung als Beste Nachwuchsschauspielerin (Jo Ellen Pellman)
- Nominierung als Best Ensemble[26]

## Synchronisation
Die deutsche Synchronisation entstand nach einem Dialogbuch von Philip Rohrbeck und der Dialogregie von Susanna Bonaséwicz im Auftrag der FFS Film- & Fernseh-Synchron GmbH, Berlin.
| Darsteller          | Synchronsprecher   | Rolle                 |
| ------------------- | ------------------ | --------------------- |
| Meryl Streep        | Dagmar Dempe       | Dee Dee Allen         |
| James Corden        | Tobias Müller      | Barry Glickman        |
| Nicole Kidman       | Petra Barthel      | Angie Dickinson       |
| Andrew Rannells     | Marcel Collé       | Trent Oliver          |
| Keegan-Michael Key  | Sascha Rotermund   | Schuldirektor Hawkins |
| Kerry Washington    | Nurcan Özdemir     | Mrs. Greene           |
| Jo Ellen Pellman    | Lydia Morgenstern  | Emma Nolan            |
| Ariana DeBose       | Celina Gaschina    | Alyssa Greene         |
| Kevin Chamberlin    | Lutz Schnell       | Sheldon Saperstein    |
| Logan Riley Hassel  | Julia Bautz        | Kaylee                |
| Sofia Deler         | Johanna Dost       | Shelby                |
| Nico Greetham       | Dirk Stollberg     | Nick                  |
| Nathaniel J. Potvin | Tim Schwarzmaier   | Kevin                 |
| Tracey Ullman       | Katharina Lopinski | Vera Glickman         |
| Mary Kay Place      | Ulrike Möckel      | Bea                   |